# Фогельзанг (лагерь)
Фогельзанг (NS-Ordensburg Vogelsang) — один из орденсбургов, учебных лагерей для молодёжи НСДАП, построенных в 1936—1939 годах по приказу Гитлера. Занимает территорию 50 000 m² в национальном парке Айфель на окраине Шлайдена (земля Северный Рейн-Вестфалия).
После прихода нацистов к власти в 1933 году Роберт Лей по поручению фюрера занялся организацией учебных лагерей для партийной молодёжи — орденсбургов. Всего было организовано три таких лагеря, а четвёртый планировалось разместить в средневековом замке Мариенбург. На занятиях в Фогельзанге упор делался на вопросах геополитики и расовой теории. Для слётов партийной молодёжи неподалёку был обустроен аэродром.
Когда началась Вторая мировая война, строители закладывали фундамент «Дома знаний» — грандиозной библиотеки площадью 100 на 300 метров. Также планировалась постройка отеля на 2000 мест. Работы было решено приостановить до окончания боевых действий. Во время войны на территории Фогельзанга действовал спортивный лагерь для гитлерюгенда. В 1940 и 1944 гг. здесь базировались силы вермахта. Здания пострадали от бомбардировок союзников.
После войны на протяжении 60 лет Фогельзанг использовался как учебный лагерь и полигон бельгийских и британских военных, расквартированных в ФРГ. Благодаря этому хорошо сохранились и примеры нацистской архитектуры, и характерное для тех лет скульптурное убранство. С 2006 года территория лагеря открыта для свободного посещения. Планируется перевести сюда и администрацию национального парка Айфель.